# Grammy Award alla miglior interpretazione vocale pop femminile
Il Grammy Award alla miglior interpretazione vocale femminile pop (Grammy Award for Best Female Pop Vocal Performance) è stato il premio assegnato alla migliore performance vocale di una cantante della categoria pop, il primo dei quali è stato donato nel 1959.

## Storia
Nel corso degli anni, il premio ha subito alcune variazioni nel nome:
- Dal 1959 al 1960 il premio era denominato Best Vocal Performance, Female
- Nel 1961 il premio si suddivise in due categorie: 
  - Best Vocal Performance Single Record Or Track
  - Best Vocal Performance Album, Female
- Dal 1962 al 1963 i premi degli anni precedenti vennero riuniti nel Best Solo Vocal Performance, Female
- Dal 1964 al 1968 il premio era chiamato Best Vocal Performance, Female
- Nel 1966 esisteva anche un premio per Best Contemporary (R&R) Vocal Performance - Female
- Nel 1967 il premio dell'anno precedente venne unito all'equivalente premio per uomini Best Contemporary (R&R) Solo Vocal Performance - Male or Female
- Nel 1968 il premio precedente venne per la prima volta separato per genere, con il titolo Best Contemporary Female Solo Vocal Performance
- Nel 1969, i premi vennero riuniti e semplificati come premio per Best Contemporary-Pop Vocal Performance, Female
- Dal 1970 al 1971 il premio venne denominato Best Contemporary Vocal Performance, Female
- Dal 1972 al 1994 venne invece denominato Best Pop Vocal Performance, Female
- Dal 1995 al 2011 è stato assegnato come Best Female Pop Vocal Performance

## Vincitori e candidati

### Anni 1950
- 1959[1]

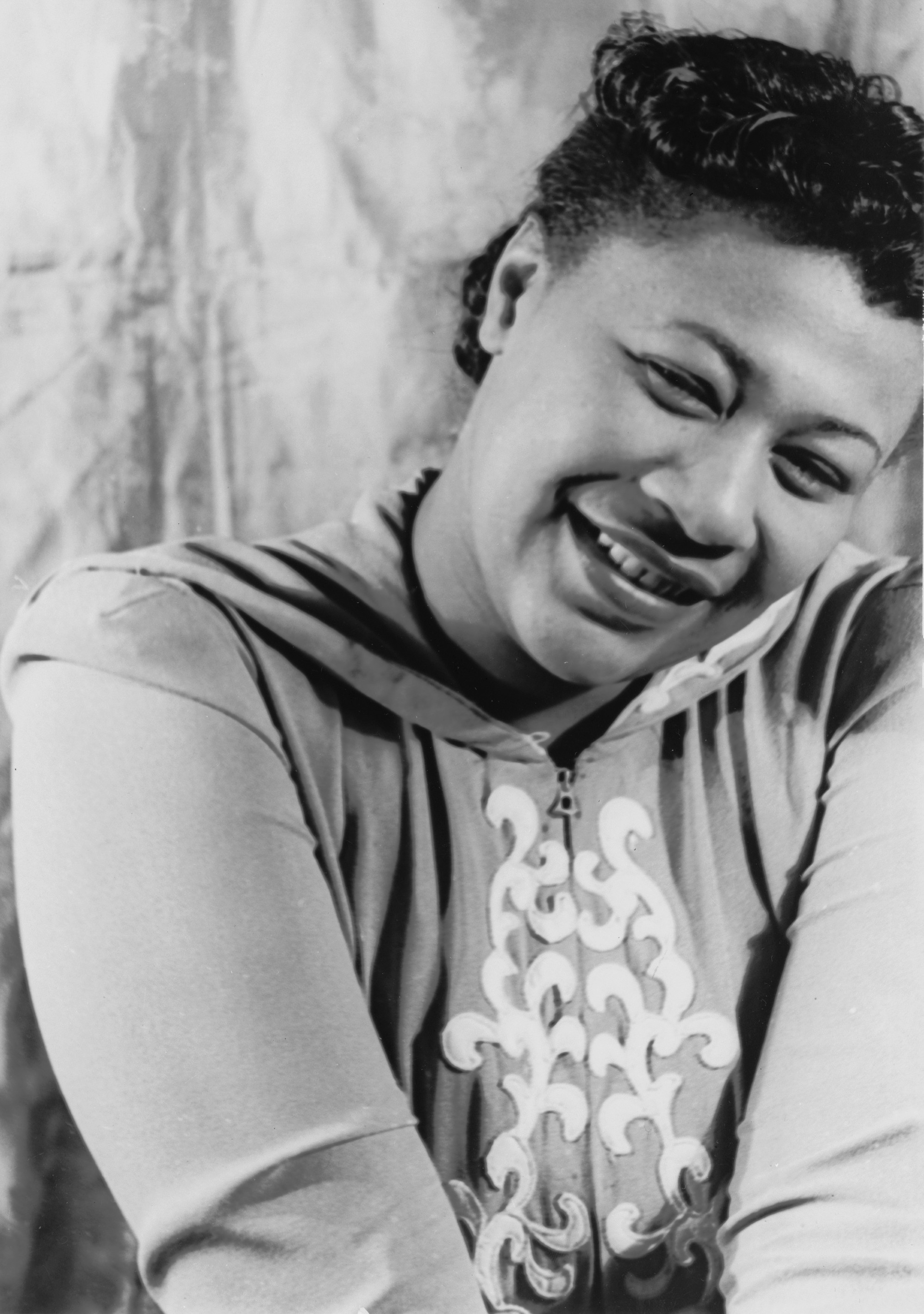
Ella Fitzgerald è stata la prima destinataria del premio. In totale, in questa categoria, ne ha vinti 5, di cui 4 premi consecutivamente.

  - Ella Fitzgerald - Ella Fitzgerald Sings the Irving Berlin Songbook
  - Doris Day - Everybody Loves a Lover

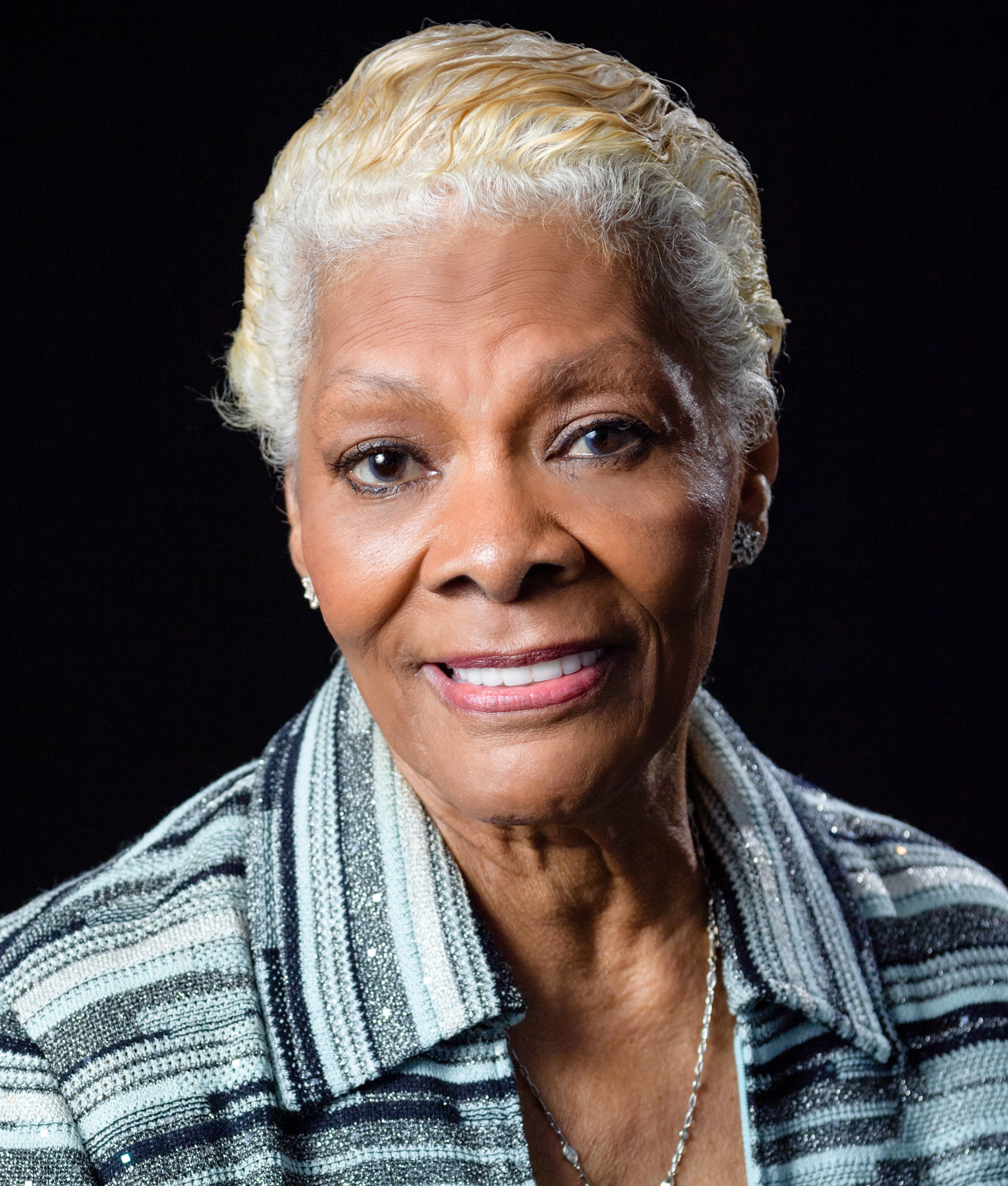
Candidata 7 volte e vincitrice di 3 premi in questa categoria, Dionne Warwick.

  - Eydie Gorme - Eydie in Love
  - Peggy Lee - Fever
  - Keely Smith - I Wish You Love

### Anni 1960
- 1960[2]
  - Ella Fitzgerald - But Not for Me
  - Lena Horne - Porgy & Bess

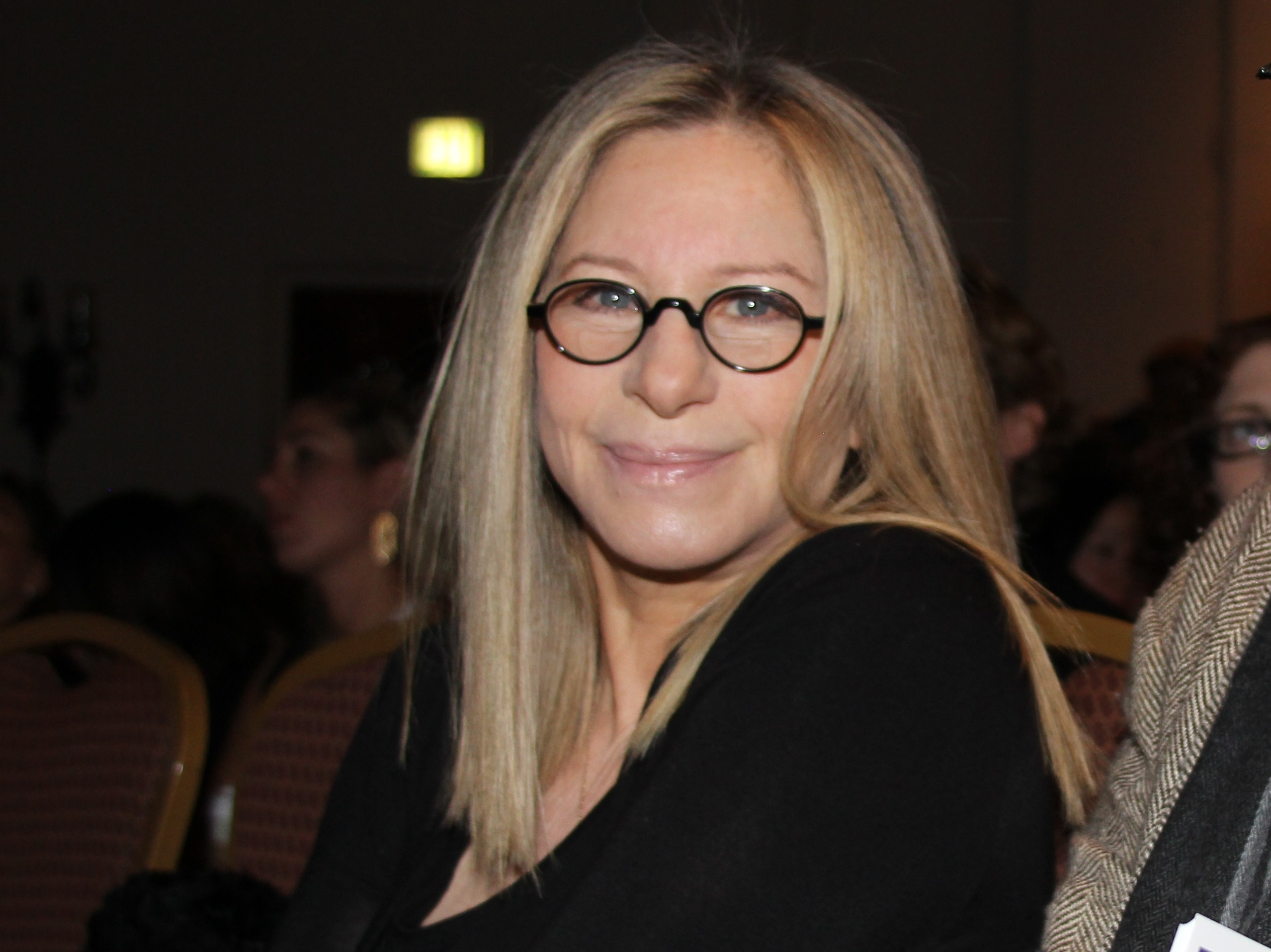
Barbra Streisand ha ricevuto 12 candidature in questa categoria, di cui 5 premi vinti.

  - Peggy Lee - Alright, Okay, You Win
  - Pat Suzuki - Broadway '59
  - Caterina Valente - La Strada del Amore
- 1961 - Singolo[3]
  - Ella Fitzgerald - Mack the Knife (Live)
  - Doris Day - The Sound of Music
  - Eileen Farrell - I Gotta Right to Sing the Blues
  - Brenda Lee - I'm Sorry
  - Peggy Lee - I'm Gonna Go Fishin
- 1961 - Album[3]
  - Ella Fitzgerald - Ella in Berlin: Mack the Knife
  - Rosemary Clooney - Clap Hands! Here Comes Rosie!
  - Peggy Lee - Latin ala Lee!
  - Miriam Makeba - Miriam Makeba
  - Della Reese - Della
- 1962[4]
  - Judy Garland - Judy at Carnegie Hall
  - Ella Fitzgerald - (If You Can't Sing It) You'll Have to Swing It (Mr. Paganini)
  - Billie Holiday - The Essential Billie Holiday
  - Lena Horne - Lena Horne at the Sands
  - Peggy Lee - Basin Street East Proudly Presents Miss Peggy Lee
- 1963[5]
  - Ella Fitzgerald - Ella Swings Brightly with Nelson
  - Diahann Carroll - No Strings
  - Lena Horne - Lena...Lovely and Alive
  - Peggy Lee - I'm a Woman
  - Ketty Lester - Love Letters
  - Sandy Stewart - My Coloring Book
  - Pat Thomas - Slightly Out of Time
- 1964[6]
  - Barbra Streisand - The Barbra Streisand Album
  - Eydie Gorme - Blame It on the Bossa Nova
  - Peggy Lee - I'm a Woman
  - Miriam Makeba - The World of Miriam Makeba
  - The Singing Nun - Dominique
- 1965[7]
  - Barbra Streisand - People
  - Petula Clark - Downtown
  - Gale Garnett - We'll Sing in the Sunshine
  - Astrud Gilberto - The Girl from Ipanema
  - Nancy Wilson - How Glad I Am
- 1966
  - Barbra Streisand - My Name Is Barbra
  - Petula Clark - Downtown
  - Jackie DeShannon - What the World Needs Now is Love
  - Astrud Gilberto - The Astrud Gilberto Album
  - Nancy Wilson - Gentle Is My Love
- 1967
  - Eydie Gormé - If He Walked into My Life Today
  - Ella Fitzgerald - Ella at Duke's Place
  - Sandy Posey - Born a Woman
  - Nancy Sinatra - These Boots Are Made for Walkin'
  - Barbra Streisand - Color Me Barbra
- 1968[8]
  - Bobbie Gentry - Ode to Billie Joe
  - Vikki Carr - It Must Be Him
  - Petula Clark - Don't Sleep in the Subway
  - Aretha Franklin - Respect
  - Dionne Warwick - Alfie
- 1969
  - Dionne Warwick - Do You Know the Way to San Jose
  - Aretha Franklin - I Say a Little Prayer
  - Mary Hopkin - Those Were the Days
  - Merrilee Rush - Angel of the Morning
  - Barbra Streisand - Funny Girl

### Anni 1970
- 1970[9]

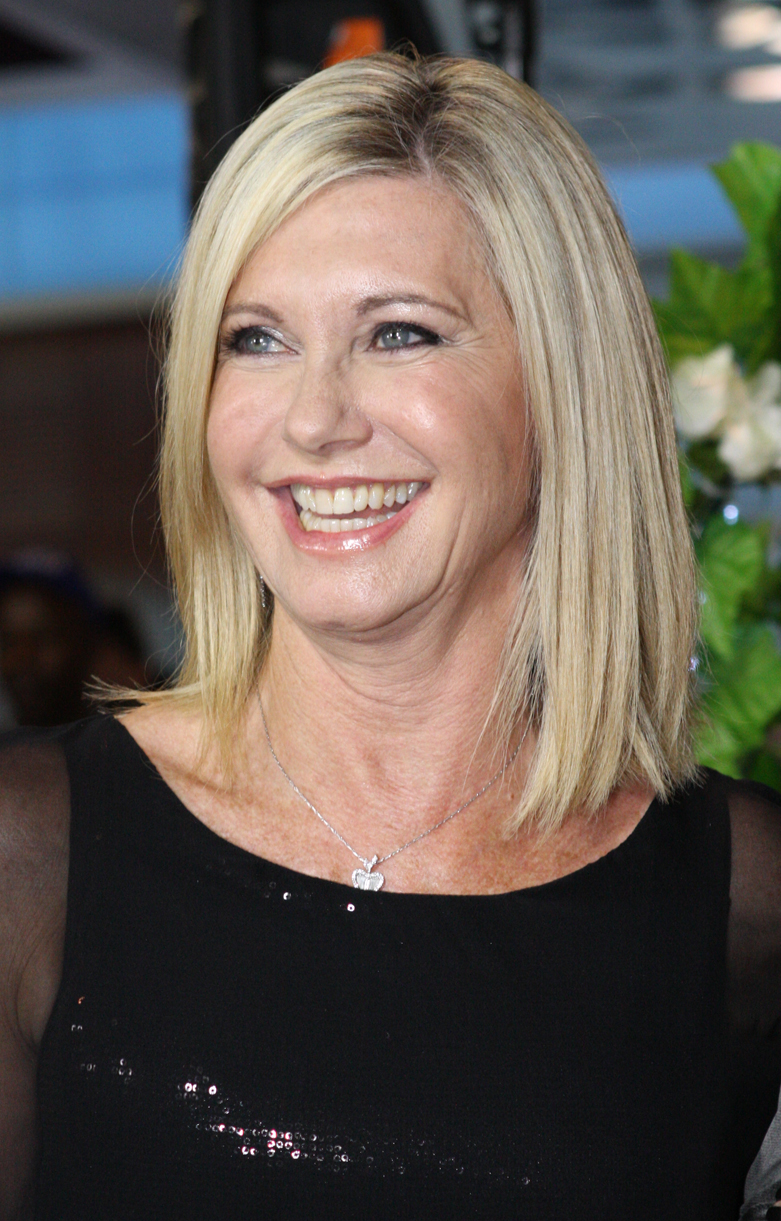
Olivia Newton-John, vincitrice nel 1975.

  - Peggy Lee - Is That All There Is?
  - Vikki Carr - With Pen in Hand
  - Jackie DeShannon - Put a Little Love in Your Heart
  - Brenda Lee - Johnny One Time
  - Dusty Springfield - Son of a Preacher Man
  - Dionne Warwick - This Girl's in Love with You
- 1971[10]
  - Dionne Warwick - I'll Never Fall in Love Again
  - Bobbie Gentry - Fancy
  - Anne Murray - Snowbird
  - Linda Ronstadt - Long, Long Time
  - Diana Ross - Ain't No Mountain High Enough
- 1972[11]
  - Carole King - Tapestry
  - Joan Baez - The Night They Drove Old Dixie Down
  - Cher - Gypsys, Tramps & Thieves
  - Janis Joplin - Me and Bobby McGee
  - Carly Simon - That's the Way I've Always Heard It Should Be
- 1973[12]
  - Helen Reddy - I Am Woman
  - Roberta Flack - Quiet Fire
  - Aretha Franklin - Day Dreaming
  - Carly Simon - Anticipation
  - Barbra Streisand - Sweet Inspiration/Where You Lead
- 1974[13]
  - Roberta Flack - Killing Me Softly with His Song
  - Bette Midler - Boogie Woogie Bugle Boy
  - Anne Murray - Danny's Song
  - Diana Ross - Touch Me in the Morning
  - Carly Simon - You're So Vain
- 1975
  - Olivia Newton-John - I Honestly Love You
  - Roberta Flack - Feel Like Makin' Love
  - Carole King - Jazzman
  - Cleo Laine - Cleo Laine Live at Carnegie Hall
  - Joni Mitchell - Court and Spark
- 1976[14]
  - Janis Ian - At Seventeen
  - Judy Collins - Send in the Clowns
  - Olivia Newton-John - Have You Never Been Mellow
  - Helen Reddy - Ain't No Way to Treat a Lady
  - Linda Ronstadt - Heart Like a Wheel
- 1977[15]
  - Linda Ronstadt - Hasten Down the Wind
  - Natalie Cole - Natalie
  - Emmylou Harris - Here, There and Everywhere
  - Joni Mitchell - The Hissing of Summer Lawns
  - Vicki Sue Robinson - Turn the Beat Around
- 1978[16]
  - Barbra Streisand - Evergreen (Love Theme from A Star Is Born)
  - Debby Boone - You Light Up My Life
  - Dolly Parton - Here You Come Again
  - Linda Ronstadt - Blue Bayou
  - Carly Simon - Nobody Does It Better
- 1979[17]
  - Anne Murray - You Needed Me
  - Olivia Newton-John - Hopelessly Devoted to You
  - Carly Simon - You Belong to Me
  - Barbra Streisand - You Don't Bring Me Flowers
  - Donna Summer - MacArthur Park

### Anni 1980
- 1980[18]

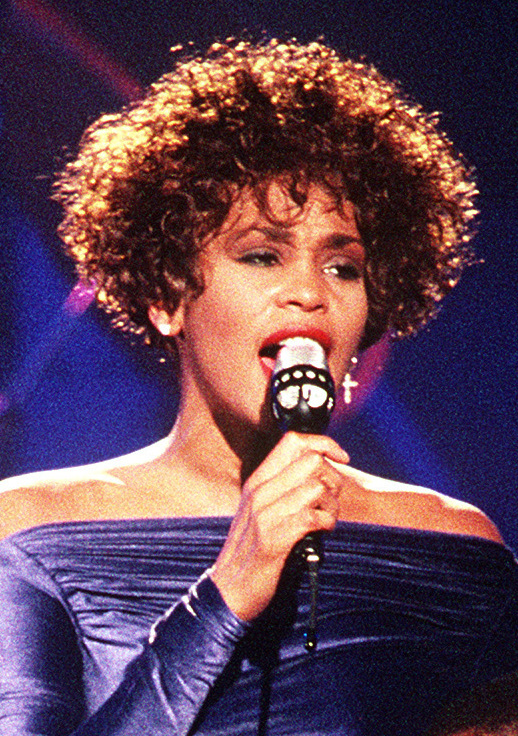
Whitney Houston, vincitrice nel 1986, nel 1988 e nel 1994, su un totale di 6 candidature.

  - Dionne Warwick - I'll Never Love This Way Again
  - Gloria Gaynor - I Will Survive
  - Rickie Lee Jones - Chuck E.'s In Love
  - Melissa Manchester - Don't Cry Out Loud
  - Donna Summer - Bad Girls
- 1981[18]
  - Bette Midler - The Rose
  - Irene Cara - Fame
  - Olivia Newton-John - Magic
  - Barbra Streisand - Woman in Love
  - Donna Summer - On the Radio
- 1982[18]
  - Lena Horne - Lena Horne: The Lady and Her Music
  - Kim Carnes - Bette Davis Eyes
  - Sheena Easton - For Your Eyes Only
  - Juice Newton - Angel of the Morning
  - Olivia Newton-John - Physical
- 1983[18]
  - Melissa Manchester - You Should Hear How She Talks About You
  - Laura Branigan - Gloria
  - Juice Newton - Love's Been A Little Bit Hard On Me
  - Olivia Newton-John - Heart Attack
  - Linda Ronstadt - Get Closer
- 1984[18]
  - Irene Cara - Flashdance... What a Feeling
  - Sheena Easton - Telefone (Long Distance Love Affair)
  - Linda Ronstadt - What's New
  - Donna Summer - She Works Hard for the Money
  - Bonnie Tyler - Total Eclipse of the Heart
- 1985[18]
  - Tina Turner - What's Love Got to Do with It
  - Sheila E. - The Glamorous Life
  - Sheena Easton - Strut
  - Cyndi Lauper - Girls Just Want to Have Fun
  - Deniece Williams - Let's Hear It for the Boy
- 1986[18]
  - Whitney Houston - Saving All My Love for You
  - Pat Benatar - We Belong
  - Madonna - Crazy for You
  - Linda Ronstadt - Lush Life
  - Tina Turner - We Don't Need Another Hero
- 1987[18]
  - Barbra Streisand - The Broadway Album
  - Cyndi Lauper - True Colors
  - Madonna - Papa Don't Preach
  - Tina Turner - Typical Male
  - Dionne Warwick - Friends
- 1988[18]
  - Whitney Houston - I Wanna Dance with Somebody (Who Loves Me)
  - Belinda Carlisle - Heaven Is a Place on Earth
  - Carly Simon - Coming Around Again
  - Barbra Streisand - One Voice
  - Suzanne Vega - Luka
- 1989[18]
  - Tracy Chapman - Fast Car
  - Taylor Dayne - Tell It to My Heart
  - Whitney Houston - One Moment in Time
  - Joni Mitchell - Chalk Mark in a Rainstorm

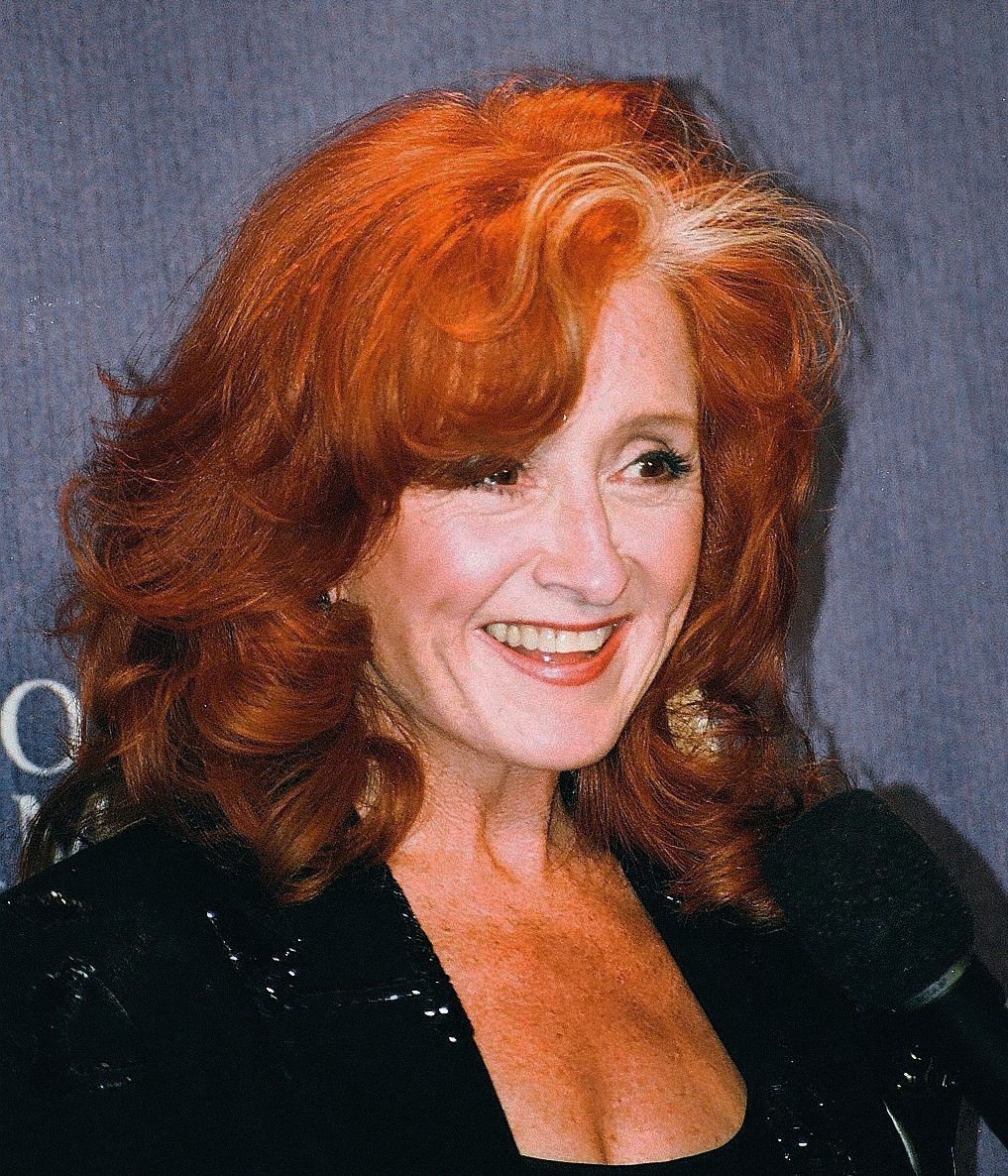
Bonnie Raitt ha ricevuto 5 candidature e 2 premi in questa categoria.

  - Brenda Russell - Get Here

### Anni 1990
- 1990[18]
  - Bonnie Raitt - Nick of Time
  - Paula Abdul - Straight Up
  - Gloria Estefan - Don't Wanna Lose You

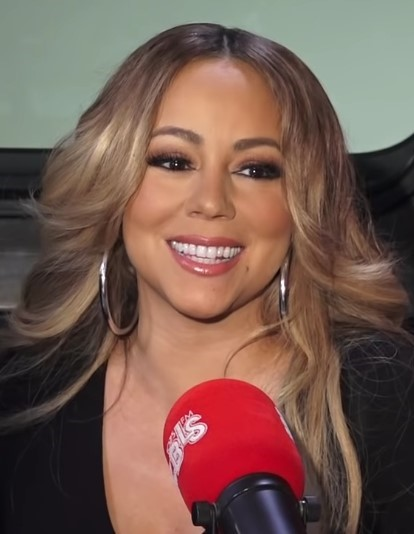
Mariah Carey vincitrice nel 1991. La cantante ha ricevuto 8 candidature per questa categoria.

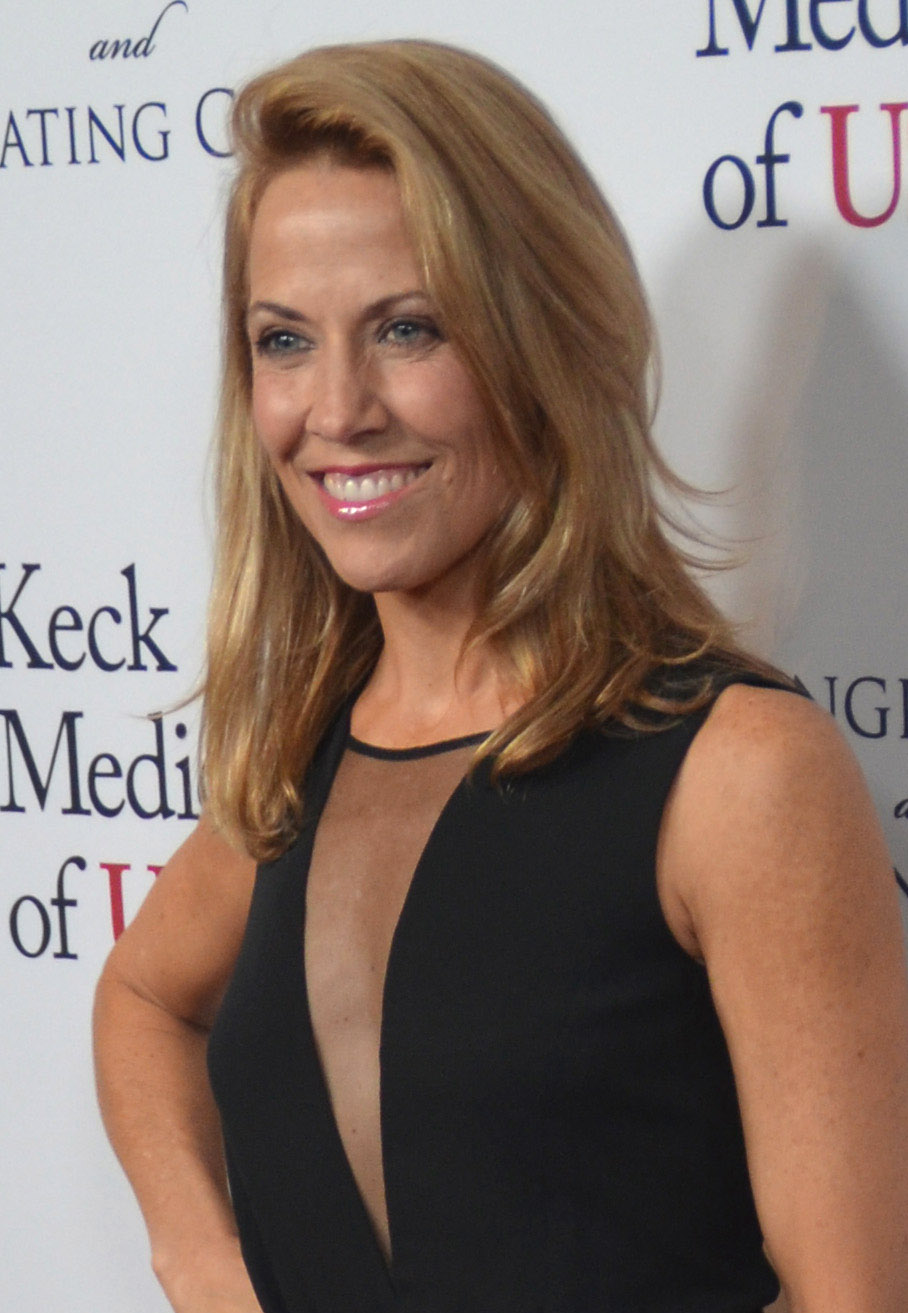
Sheryl Crow, vincitrice nel 1995.

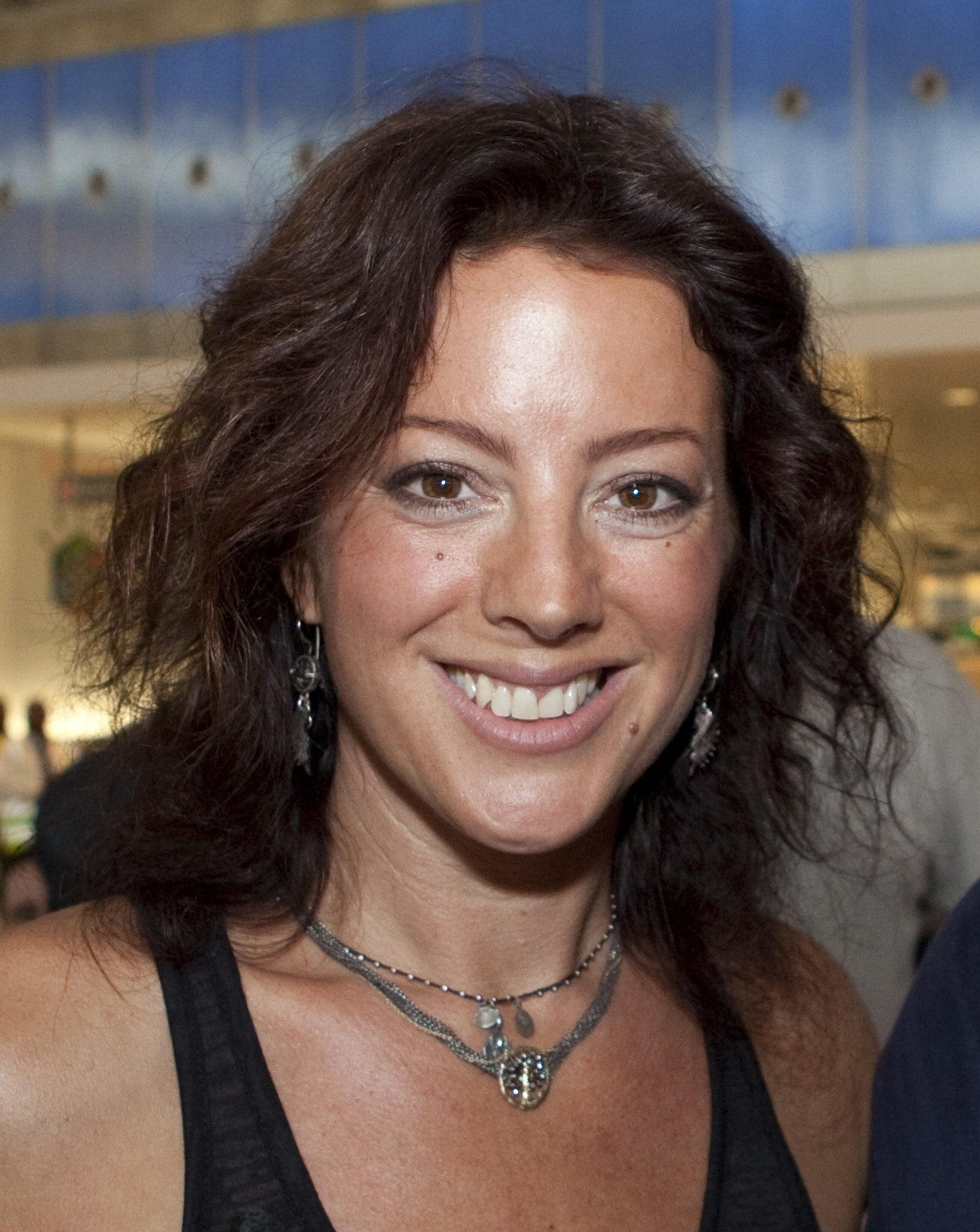
Sarah McLachlan, vincitrice nel 1998 e nel 2000.

  - Bette Midler - Wind Beneath My Wings
  - Linda Ronstadt - Cry Like a Rainstorm, Howl Like the Wind
- 1991 [18]
  - Mariah Carey - Vision of Love
  - Whitney Houston - I'm Your Baby Tonight
  - Bette Midler - From a Distance
  - Sinéad O'Connor - Nothing Compares 2 U
  - Lisa Stansfield - All Around the World
- 1992[18]
  - Bonnie Raitt - Something to Talk About
  - Mariah Carey - Emotions
  - Oleta Adams - Get Here
  - Amy Grant - Baby Baby
  - Whitney Houston - All the Man That I Need
- 1993[18]
  - K.d. lang - Constant Craving
  - Mariah Carey - MTV Unplugged
  - Céline Dion - Celine Dion
  - Annie Lennox - Diva
  - Vanessa L. Williams - Save the Best for Last
- 1994[18]
  - Whitney Houston - I Will Always Love You
  - Mariah Carey - Dreamlover
  - Shawn Colvin - I Don't Know Why
  - k.d. lang - Miss Chatelaine
  - Tina Turner - I Don't Wanna Fight
- 1995[18]
  - Sheryl Crow - All I Wanna Do
  - Mariah Carey - Hero
  - Céline Dion - The Power of Love
  - Bonnie Raitt - Longing in Their Hearts
  - Barbra Streisand - Ordinary Miracles
- 1996[18]
  - Annie Lennox - No More "I Love You's"
  - Mariah Carey - Fantasy
  - Dionne Farris - I Know
  - Joan Osborne - One of Us
  - Bonnie Raitt - You Got It
  - Vanessa L. Williams - Colors of the Wind
- 1997[18]
  - Toni Braxton - Un-Break My Heart
  - Shawn Colvin - Get Out of This House
  - Céline Dion - Because You Loved Me
  - Gloria Estefan - Reach
  - Jewel - Who Will Save Your Soul
- 1998[18]
  - Sarah McLachlan - Building a Mystery
  - Mariah Carey - Butterfly
  - Paula Cole - Where Have All the Cowboys Gone
  - Shawn Colvin - Sunny Came Home
  - Jewel - Foolish Games
- 1999[18]
  - Céline Dion - My Heart Will Go On
  - Sheryl Crow - My Favorite Mistake

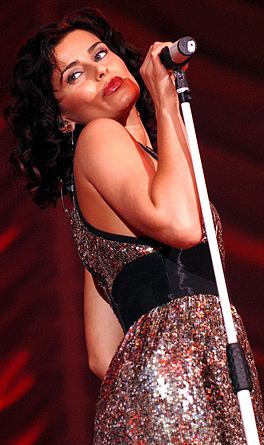
Nelly Furtado, vincitrice nel 2002.

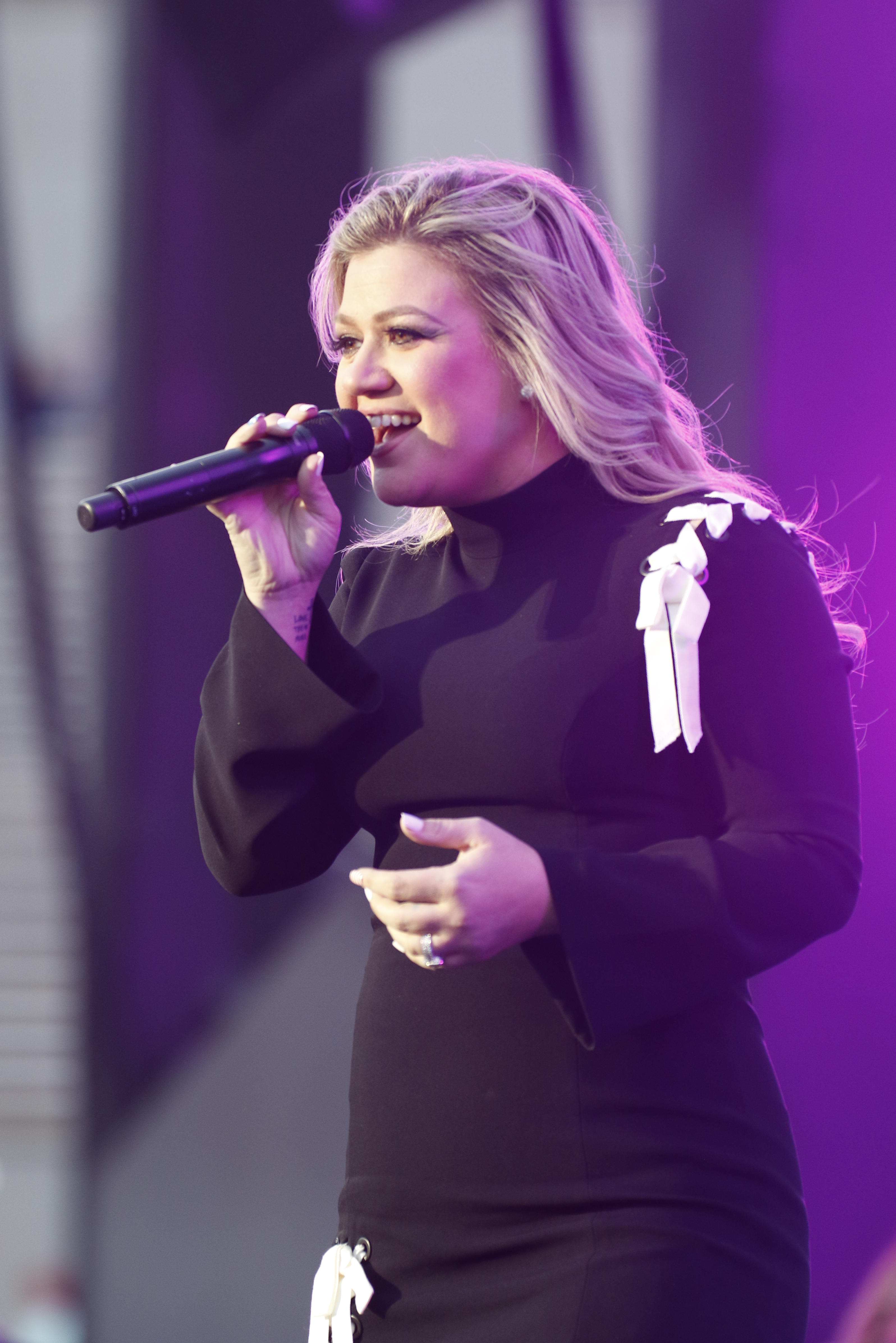
Kelly Clarkson, vincitrice nel 2006.

  - Lauryn Hill - Can't Take My Eyes Off You
  - Natalie Imbruglia - Torn
  - Sarah McLachlan - Adia

### Anni 2000
- 2000[18]

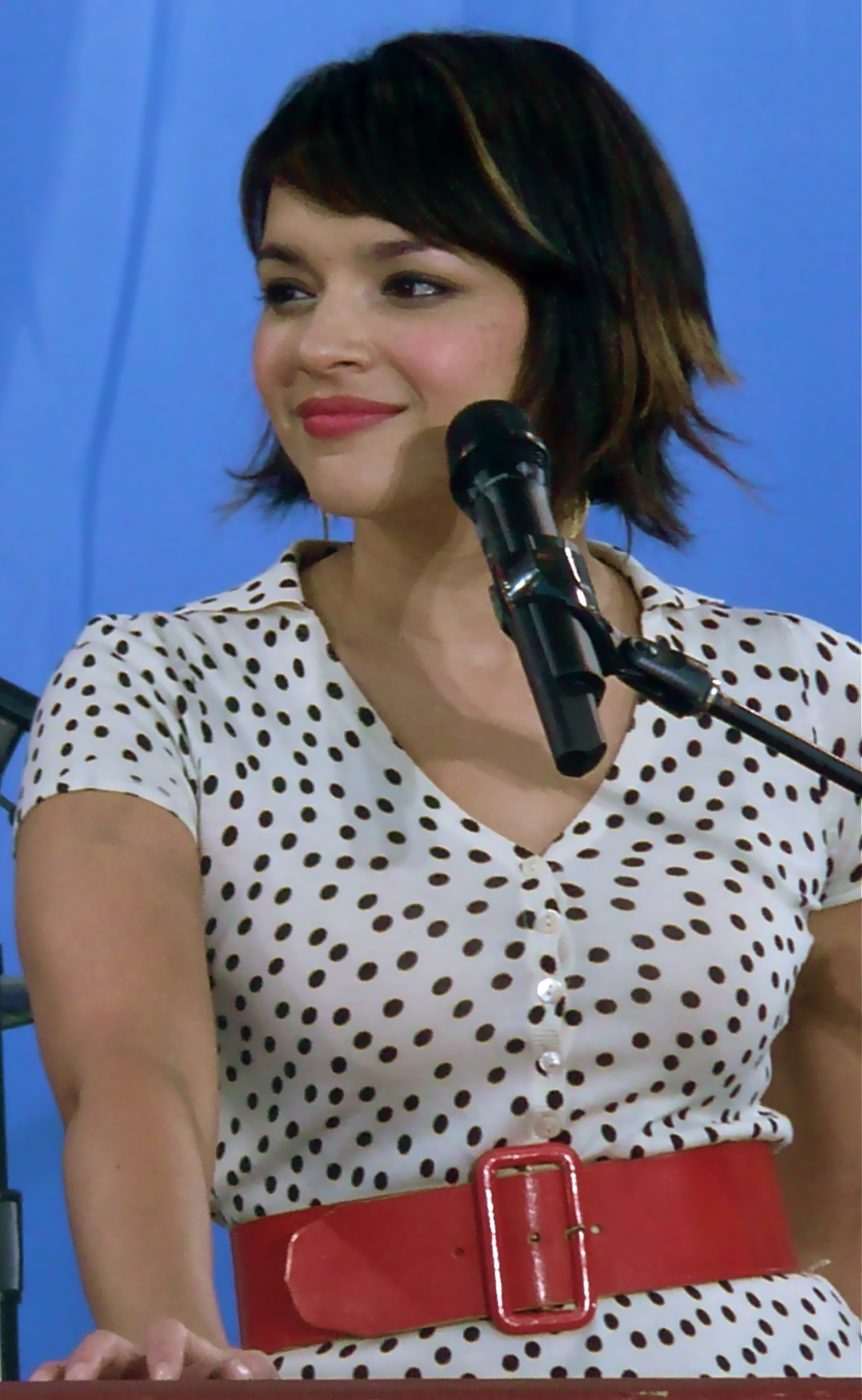
Candidata 3 volte e vincitrice di 2 premi, Norah Jones.

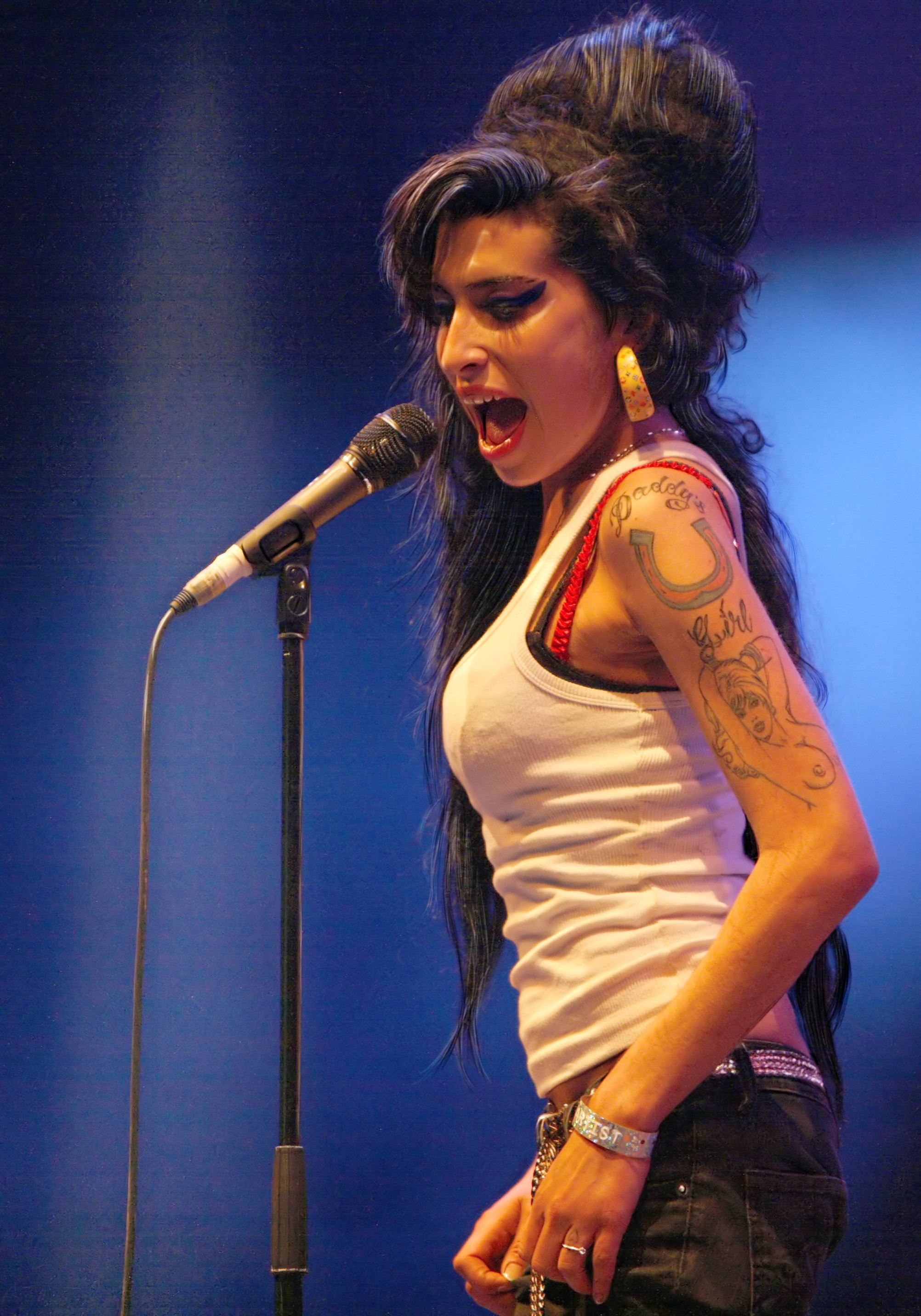
Amy Winehouse vincitrice nel 2008 con Rehab.

  - Sarah McLachlan - I Will Remember You (Live)
  - Christina Aguilera - Genie in a Bottle
  - Madonna - Beautiful Stranger
  - Alanis Morissette - Thank U
  - Britney Spears - ...Baby One More Time
- 2001[18]
  - Macy Gray - I Try
  - Christina Aguilera - What a Girl Wants
  - Madonna - Music
  - Aimee Mann - Save Me
  - Joni Mitchell - Both Sides Now
  - Britney Spears - Oops!... I Did It Again
- 2002[18]
  - Nelly Furtado - I'm Like a Bird
  - Faith Hill - There You'll Be
  - Janet Jackson - Someone to Call My Lover
  - Sade - By Your Side
  - Lucinda Williams - Essence
- 2003[18]
  - Norah Jones - Don't Know Why
  - Sheryl Crow - Soak Up the Sun
  - Avril Lavigne - Complicated
  - Pink (cantante) - Get the Party Started
  - Britney Spears - Overprotected
- 2004[18]
  - Christina Aguilera - Beautiful
  - Kelly Clarkson - Miss Independent
  - Dido - White Flag
  - Avril Lavigne - I'm with You
  - Sarah McLachlan - Fallen
- 2005[18]
  - Norah Jones - Sunrise
  - Björk - Oceania
  - Sheryl Crow - The First Cut Is the Deepest
  - Gwen Stefani - What You Waiting For?
  - Joss Stone - You Had Me
- 2006[18]
  - Kelly Clarkson - Since U Been Gone
  - Mariah Carey - It's like That
  - Sheryl Crow - Good Is Good
  - Bonnie Raitt - I Will Not Be Broken
  - Gwen Stefani - Hollaback Girl
- 2007[18]
  - Christina Aguilera - Ain't No Other Man
  - Natasha Bedingfield - Unwritten
  - Sheryl Crow - You Can Close Your Eyes
  - Pink - Stupid Girls
  - KT Tunstall - Black Horse and the Cherry Tree

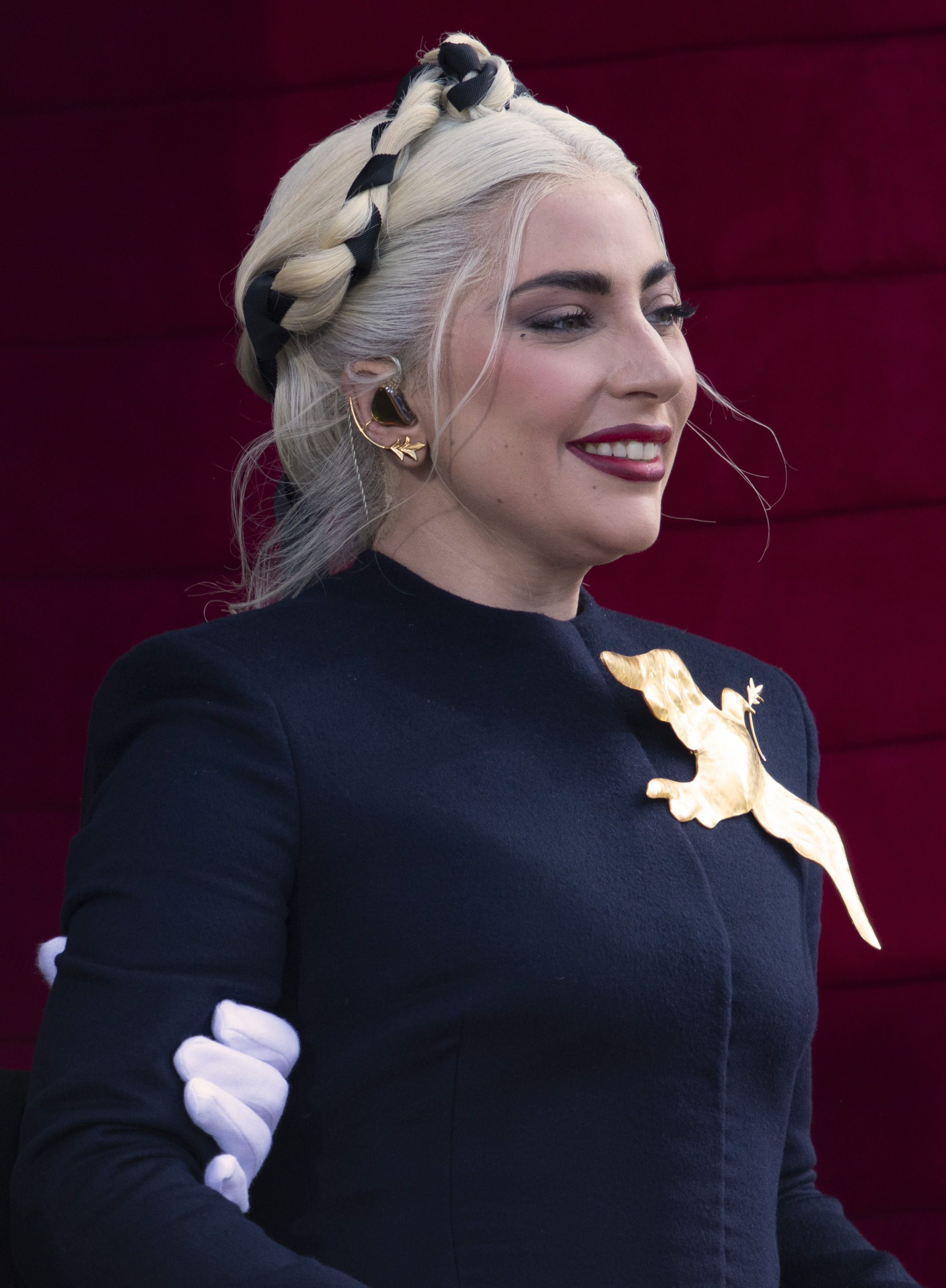
Lady Gaga, vincitrice nel 2011.

- 2008[18]
  - Amy Winehouse - Rehab
  - Christina Aguilera - Candyman
  - Leslie Feist - 1234
  - Fergie - Big Girls Don't Cry
  - Nelly Furtado - Say It Right
- 2009[18]
  - Adele - Chasing Pavements
  - Sara Bareilles - Love Song
  - Duffy - Mercy
  - Leona Lewis - Bleeding Love
  - Katy Perry - I Kissed a Girl
  - Pink - So What

### Anni 2010
- 2010[19]
  - Beyoncé - Halo
  - Adele - Hometown Glory
  - Katy Perry - Hot n Cold
  - Pink - Sober
  - Taylor Swift - You Belong with Me
- 2011[20]
  - Lady Gaga - Bad Romance
  - Sara Bareilles - King of Anything
  - Beyoncé - Halo (Live)
  - Norah Jones - Chasing Pirates
  - Katy Perry - Teenage Dream